# Луї-П'єр Казаль
Луї-П'єр Казаль (фр. Louis-Pierre Cazal, 24 жовтня 1906, Спрага — 27 вересня 1945) — французький футболіст, що грав на позиції півзахисника, зокрема за національну збірну Франції.
По завершенні ігрової кар'єри — тренер.

## Клубна кар'єра
У дорослому футболі дебютував 1924 року виступами за команду «Сет», в якій провів вісім сезонів. 1929 року ставав у його складі володарем Кубка Франції. 
Протягом 1932—1933 років захищав кольори клубу «Антіб», звідки перейшов до «Монако». У складі «монегасків» провів один сезон.
Завершував ігрову кар'єру в «Антібі», до якого повернувся 1934 року і кольори якого захищав протягом одного сезону.

## Виступи за збірну
1927 року дебютував в офіційних матчах у складі національної збірної Франції.
Загалом протягом чотирирічної кар'єри в національній команді провів у її формі 6 матчів.

## Кар'єра тренера
Розпочав тренерську кар'єру невдовзі по завершенні кар'єри гравця, 1936 року, очоливши тренерський штаб клубу «Нансі».
Останнім місцем тренерської роботи був «Сет», головним тренером команди якого Луї-П'єр Казаль був з 1939 по 1940 рік.
Помер 27 вересня 1945 року на 39-му році життя.

## Титули і досягнення
- Володар Кубка Франції (1):

«Сет»: 1928-1929